# Mareike Thum
Mareike Thum (* 27. Juni 1991 in Darmstadt) ist eine deutsche Inline-Speedskaterin und Eisschnellläuferin.

## Karriere
Mareike Thum wuchs in Darmstadt auf und fing schon in früher Kindheit mit dem Rollsport an. 2001 wechselte sie vom Rollkunstlauf zum Inline-Speedskating.
2005 wurde Thum das erste Mal für die Junioren-Europameisterschaften in Cardano al Campo, Italien nominiert. Im darauf folgenden Jahr gelangen ihr mit vier Goldmedaillen über diverse Strecken auf der Bahn und auf der Straße bei den Junioren-Europameisterschaften in Martinsicuro, Italien die ersten großen Internationalen Erfolge. Im selben Jahr wurde Thum für die Junioren-Weltmeisterschaften im Südkoreanischen Anyang nominiert und erreichte dort mit der Junioren Staffel den dritten Platz auf der Straße.
2008 gelang Thum mit der Goldmedaille im Ausscheidungsrennen bei der Junioren-Weltmeisterschaft in Gijón der bis dato größte internationale Erfolg in ihrer Laufbahn.
Seit 2009 nimmt sie bei den Aktiven Damen an Welt- und Europameisterschaften teil. Gleich in ihrem ersten Jahr konnte sie so bei der WM einen Weltmeistertitel mit der Staffel der Damen erringen. Bei der EM im gleichen Jahr gewann sie ebenfalls mit der Staffel eine Goldmedaille.
Ihre besten Einzelplatzierungen bei der WM sind bisher zwei Bronzemedaillen über 10.000 m Punkte, die sie jeweils 2009 und 2010 gewann.
2013 gewann sie bei den World Games in Cali (Kolumbien) Silber über 1000 m auf der Bahn. In darauf folgenden Jahr konnte sie die Leistung wiederholen und gewann Silber über 1000 m auf der Bahn bei den Weltmeisterschaften in Rosario, Argentinien.
Bei den World Games 2017 im polnischen Breslau führte Mareike Thum die deutsche Mannschaft als Fahnenträgerin bei der Eröffnungsfeier an. Sie startete schon am nächsten Tag in die Wettkämpfe, wurde aber in ihrem zweiten Rennen disqualifiziert und somit auch für das nächste Rennen über 1000 m gesperrt. Im darauf folgenden Rennen über 15.000 m Ausscheidung auf der Bahn konnte sie sich die Bronzemedaille sichern. Im Rennen über 20.000 m auf der Straße lief sie erneut zu Bronze. Einen erfolgreichen Abschluss konnte Mareike Thum dann im 500 m Sprint auf der Straße mit ihrer ersten Goldmedaille bei dem World Games feiern. Für den Gewinn der Goldmedaille wurde sie von Bundespräsident Frank-Walter Steinmeier mit dem Silbernen Lorbeerblatt ausgezeichnet.
Sie trainiert bei der ERSG Darmstadt. Sie ist Mitglied der Sportfördergruppe der Hessischen Polizei und startet seit 2015 für das Arena Geisingen Team.
Seit 2018 trainiert Mareike Thum im Winter verstärkt auch Eisschnelllauf und nimmt an Wettkämpfen teil. Bei den Deutschen Meisterschaften 2020 wurde sie Vierte über 1500 Meter und gewann im Massenstartrennen Bronze.

## Erfolge
- 2006
  - JWM in Anyang
    - Bronze 5000 m Staffel (Straße)
- 2007
  - DM
    - Silber 500 m
    - Bronze 3000 m und 10.000 m A
- 2008
  - JWM in Gijón
    - Gold 15.000 m A (Bahn)
    - Silber 20.000 m A (Straße) und Marathon
    - Bronze 10.000 m PA (Bahn) und 10.000 m P (Straße)

  - DM
    - Silber 10.000 m TZF
- 2009
  - WM in Haining
    - Gold 5000 m Staffel (Straße)
    - Bronze 10.000 m P (Straße)

  - EM in Ostende
    - Gold 3000 m Staffel (Bahn)
    - Silber 10.000 m PA (Bahn) und 10.000 m P (Straße)
    - Bronze 15.000 m A (Straße)

  - DM
    - Gold 300 m, 1000 m, 3000 m, 5000 m P, 10.000 m A und 5000 m Staffel
    - Silber Halbmarathon und Marathon
- 2010
  - WM in Guarne
    - Silber 3000 m Staffel (Bahn)
    - Bronze 10.000 m P (Straße)

  - EM in San Benedetto del Tronto
    - Gold 3000 m Staffel (Bahn)
    - Bronze 10.000 m P (Straße) und 15.000 m A (Straße)

  - DM
    - Gold 10.000 m PA
    - Silber 1000 m, Halbmarathon und 1400 m Team
    - Bronze 5000 m P

  - German-Inline-Cup
    - Siegerin Geisingen Halbmarathon

  - 3. Platz 3-Pisten-Wettkampf
- 2011
  - WM in Yeosu
    - Bronze 3000 m Staffel (Bahn) und 5000 m Staffel (Straße)

  - EM in Heerde und Zwolle
    - Gold 3000 m Staffel (Bahn)
    - Silber 5000 m Staffel (Straße)
    - Bronze 10.000 m PA (Bahn)

  - DM
    - Gold 1400 m Team
    - Silber 300 m

  - German-Inline-Cup
    - Siegerin Berliner Halbmarathon
    - 3. Platz Gesamtwertung
- 2012
  - WM in Ascoli Piceno und San Benedetto del Tronto
    - Silber 3000 m Staffel (Bahn)

  - EM in Szeged
    - Silber 3000 m Staffel (Bahn)

  - DM
    - Gold 500 m
    - Silber 1000 m, 5000 m P
    - Bronze 300 m, 5000 m PA
- 2013
  - EM in Almere
    - Silber 10.000 m PA (Bahn) und 3000 m Staffel (Bahn)

  - DM
    - Gold 5000 m P und 5000 m PA
    - Silber 1000 m
    - Bronze 500 m

  - World Games 2013
    - Silber 1000 m (Bahn)
- 2014
  - EM in Geisingen
    - Gold 3000 m Staffel (Bahn)
    - Bronze 1000 m (Bahn) und 10.000 m Punkte (Straße)

  - WM in Rosario
    - Silber 1000 m (Bahn)
- 2015
  - WM in Kaohsiung
    - Bronze 1000 m (Bahn) und 3000 m Staffel (Bahn)

  - EM in Wörgl und Innsbruck
    - Silber 3000 m Staffel (Bahn) und 5000 m Staffel (Straße)

  - DM
    - Gold 10.000 m Ausscheidung
    - Silber 3000 m Staffel
    - Bronze 300 m Einzelsprint und 10.000 m Punkte
- 2016
  - EM in Heerde
    - Silber 1000 m (Bahn), 15.000 m Auss. (Bahn) und 3000 m Staffel (Bahn)

  - WM in Nanjing
    - Gold 5000 m Staffel (Straße)
    - Silber 1000 m (Bahn)
- 2017
  - World Games 2017
    - Gold 500 m (Straße)
    - Bronze 15.000 m Ausscheidung (Bahn)
    - Bronze 20.000 m Ausscheidung (Straße)
- 2018
  - WM in Heerde und Arnheim
    - Gold 1000 m (Bahn)
    - Bronze 3000 m Staffel (Bahn) und 10.000 m Punkte (Straße)

  - EM in Ostende
    - Silber 20.000 m Auss. (Straße)
    - Bronze 15.000 m Auss. (Bahn) und 3000 m Staffel (Bahn)
- 2019
  - WM in Barcelona
    - Gold 1000 m (Bahn)
    - Bronze 10.000 m Auss. (Bahn)

  - DM
    - Gold 1000 m, 10.000 m P, 10.000 m A,
    - Silber 200 m Sprintverfolgung
    - Bronze 500 m